# Congreso del Estado de Chiapas

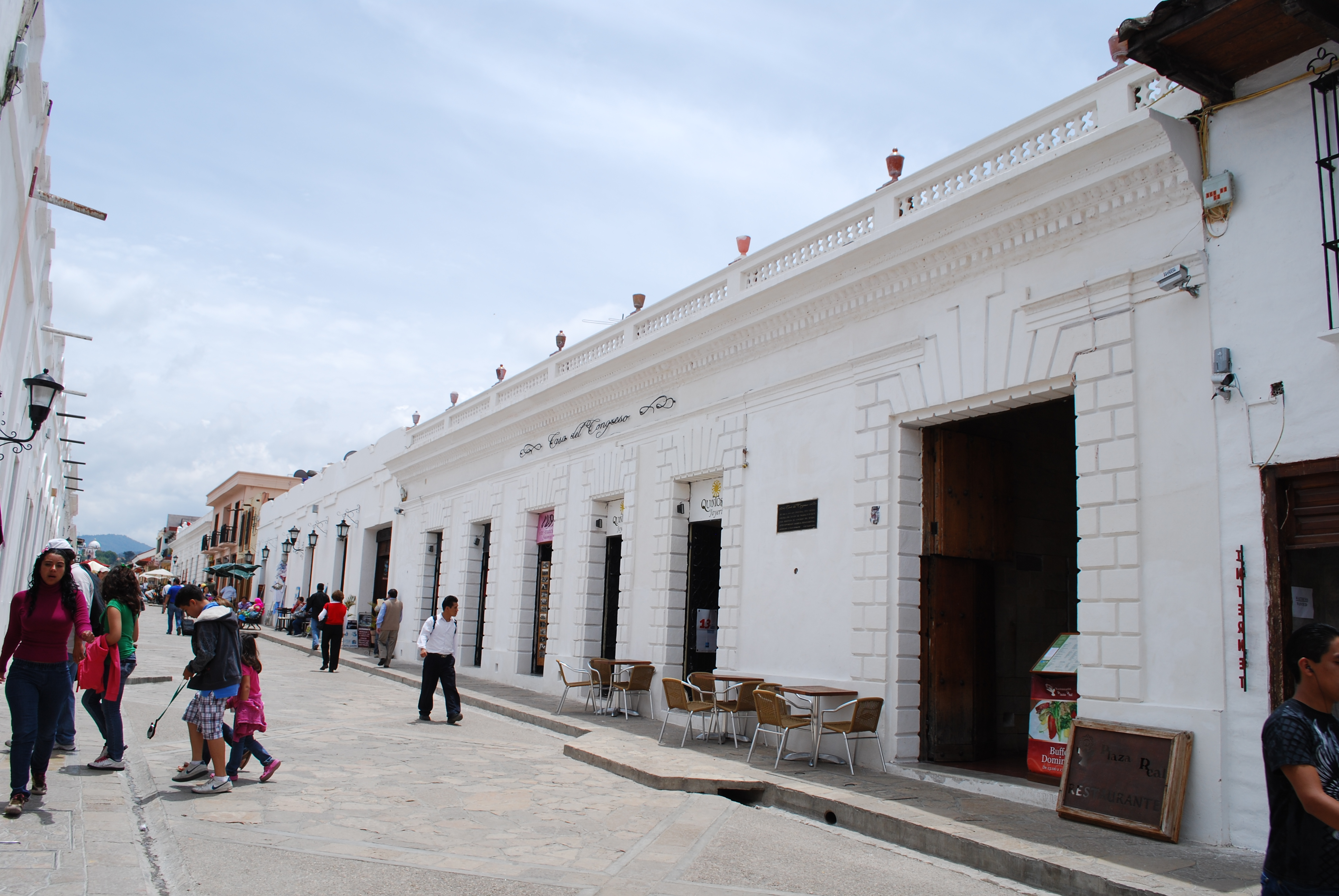
Antigua Casa del Congreso en el Andador Real de Guadalupe de la ciudad de San Cristóbal de las Casas, sede del Congreso de Chiapas del año 1824 a 1892, periodo en que dicha ciudad fue capital del estado.

El Honorable Congreso del Estado Libre y Soberano de Chiapas es el órgano depositario del poder legislativo del estado mexicano de Chiapas. Es una asamblea unicameral compuesta por cuarenta diputados, de los cuales veinticuatro son electos por   mayoría relativa y dieciséis por representación proporcional.

## Historia
Después de que Chiapas y Centroamérica se independizan de la corona española, deciden incorporarse al Primer Imperio Mexicano de Agustín de Iturbide. Ante el derrocamiento de este, las provincias centroamericanas optan por un gobierno soberano, mientras que Chiapas decide desincorporarse de Guatemala para, en 1824, incorporarse nuevamente a México bajo el régimen Federal.
Una vez incorporado a la república mexicana, el Congreso de la Unión buscó crear un acercamiento político entre la federación y el estado, promulgándose algunos decretos legislativos en los que incitaba a a emitir, de acuerdo a sus necesidades particulares, las leyes internas; siempre resguardando la idea de un gobierno republicano federal que permita consolidar las instituciones, observando por sobre cualquier otra norma la Constitución Política de los Estados Unidos Mexicanos de 1824.
La Junta Suprema Provisional juró el Acta Constitutiva de la Federación y la Constitución Federal de 1824. Se considera que estas fueron las primeras actividades legislativas del ahora Estado Libre y Soberano de Chiapas; poco tiempo después, la Junta convocó a los Ayuntamientos para elegir diputados locales y federales e integrar los Congresos respectivo.
- Para el Congreso Constituyente del estado de Chiapas, fueron elegidos como Diputados:
  - Francisco Guillén.
  - Mariano Rojas.
  - Pedro Argüello.
  - Eustaquio Zebadúa.
  - Pedro Corona.
  - Juan María Balboa.
  - Manuel Escandón.
  - Juan José Domínguez.
  - Juan Crisóstomo Robles.
  - Manuel Saturnino Osuna.
  - José Esteban González.

En Chiapas, hubo una Diputación Provincial y una Junta Suprema Provisional, con estos antecedentes, podemos decir que los diputados habían adquirido alguna experiencia; eso hizo menos ardua la labor legislativa para organizarse, de manera que se avocaron a crear, restaurar, hacer funcionar la economía, iniciar las instituciones políticas, los poderes Ejecutivo y Judicial (pues el propio poder legislativo estaba ya en funciones); trabajando sobre la primera Constitución del Estado, todo bajo los lineamientos del pacto con la federación.
El Congreso Constituyente Local se instaló e inició sesiones el día 5 de enero de 1825, a partir de ese momento el Congreso emitió decretos buscando regular las funciones de los tres poderes. 18 días después de iniciar su cometido legislativo, fue nombrado Gobernador del Estado de Chiapas Don Manuel José de Rojas, quien tomó posesión de su encargo en sesión extraordinaria el domingo 23 de enero. Ese día, el Gobernador juramentó por ley como el primer gobernador que registran los anales históricos de Chiapas.
Instalado el Congreso, los Diputados se dieron a la tarea de atender los siguientes problemas que había de resolver con premura:
- Emitir la Constitución Política del estado de Chiapas, norma fundamental para dar paso a un Estado de Derecho. Esta Constitución fue jurada el día 18 de febrero de 1826 e impresa en Villahermosa, Tabasco; pues en Chiapas aún no había imprenta.

- Nombrar a los Magistrados del Tribunal de Justicia.
- Cubrir disposiciones hacendarias y crear la Tesorería del Estado.
- Solucionar los problemas con las vías de comunicación.
- Crear la Universidad de Chiapas.

La Constitución Chiapaneca de 1826 fue la luz que iluminó las actividades políticas del Estado en la primera mitad del siglo XIX, tenía las características del orden liberal y conservador, destellos de una herencia del Chiapas antiguo y colonial.
Algunos otros Decretos Legislativos que se emitieron en 1825 por parte del Congreso Constituyente, son: 
- En febrero y marzo, se nombran al Presidente, Vicepresidente y los secretarios del Congreso.
- El día 10 de febrero, se legisla sobre los sueldos de los Diputados.
- El 23 de febrero se nombra a un tesorero que percibirá la misma dieta de los diputados.
- El 8 de marzo se establece que los ayuntamientos informen al Congreso sobre los arbitrios.
- Los días 20 y 30 de noviembre se legisla acerca del reglamento provisional electoral para elegir diputados y ayuntamientos respectivamente.
- El 24 de diciembre, sobre las dietas de Diputados ausentes.

De igual manera, como se trabajó en la reglamentación y funcionamiento del Congreso local, también se legisló sobre el Poder Ejecutivo, sus atribuciones, el nombramiento, la toma de posesión y el sueldo del gobernador. 
Circunstancia similar que el Poder Ejecutivo pasó para el Poder Judicial en el mismo año, con la creación, instalación y funcionamiento del Tribunal Superior de Justicia, así como las disposiciones para el arreglo de los Juzgados y los Jueces de primera instancia.

## Asignación de Diputaciones
El Congreso del estado de Chiapas está integrado por 40 Diputados; de los cuales 24 son elegidos por mayoría de votos de las personas en condiciones para votar de los distritos al cual representan, mientras que 16 son elegidos por el principio de Representación Proporcional.

### Diputados electos por mayoría relativa
24 Diputados del Congreso de Chiapas son electos por mayoría de votos en las elecciones populares, y ellos representan a los habitantes de los Distritos al que pertenecen. 
Acá la lista de los 24 Distritos que eligen a un Diputado ante el Congreso del estado de Chiapas.
| Distrito | Cabecera                   | Municipios que comprende | Diputado/a                            | Partido                 |
| -------- | -------------------------- | --- | ------------------------------------- | ----------------------- |
| I        | Tuxtla Gutiérrez.          | - Zona oriente de Tuxtla Gutiérrez. | Felipe de Jesús Granda Pastrana.      | MORENA                  |
| II       | Tuxtla Gutiérrez.          | - Zona poniente de Tuxtla Gutiérrez. - Berriozábal. - San Fernando. - Chicoasén. - Osumacinta. | Flor de María Esponda Torres.         | MORENA                  |
| III      | Chiapa de Corzo            | - Chiapa de Corzo. - Acala. - Chiapilla. - Nicolás Ruiz. - San Lucas. - Totolapa. - Venustiano Carranza. - Emiliano Zapata.                                                                                            | Martha Verónica Alcázar Cordero.      | MORENA                  |
| IV       | Yajalón                    | - Yajalón. - Chilón. - San Juan Cancuc. - Sitalá. | Jorge Manuel Pulido López.            | PVEM                    |
| V        | San Cristóbal de las Casas | - San Cristóbal de las Casas. | Fabiola Ricci Diestel.                | MORENA                  |
| VI       | Comitán de Domínguez       | - Comitán de Domínguez. - Las Rosas. - Socoltenango. - Tzimol. | María Rosalía Jiménez Pérez.          | PT                      |
| VII      | Ocosingo                   | - Ocosingo. | María de los Ángeles Trejo Huerta.    | PVEM                    |
| VIII     | Simojovel de Allende       | - Simojovel de Allende. - Huitiupán. - Sabanilla. - Tila. - Tumbalá. - San Andrés Duraznal. | Martha Guadalupe Martínez Ruiz.       | PVEM                    |
| IX       | Palenque                   | - Palenque. - Catazajá. - La Libertad. - Salto de Agua. | Carlos Morelos Rodríguez.             | PT                      |
| X        | Frontera Comalapa          | - Frontera Comalapa. - La Trinitaria. - La Independencia. | José Antonio Aguilar Meza.            | PVEM                    |
| XI       | Bochil                     | - Bochil. - Amatán. - El Bosque. - Chapultenango. - Francisco León. - Ixhuatán. - Jitotol - Ocotepec. - Pantepec. - Pueblo Nuevo Solistahuacán. - Rayón. - Soyaló. - Tapalapa. - Tapilula. - Rincón Chamula San Pedro. | Karina Margarita del Río Zenteno.     | MORENA                  |
| XII      | Pichucalco                 | - Pichucalco. - Coapilla. - Copainalá. - Ixtacomitán. - Ixtapangajoya. - Juárez. - Ostuacán. - Reforma. - Solosuchiapa. - Sunuapa. - Tecpatán. - Mezcalapa.                                                            | Agustín Ruiz Mendoza.                 | PVEM                    |
| XIII     | Tuxtla Gutiérrez           | - Zona centro y sur de Tuxtla Gutiérrez. | Paola Villamonte Pérez.               | MORENA                  |
| XIV      | Cintalapa de Figueroa      | - Cintalapa. - Jiquipilas. - Ocozocouautla de Espinosa. - Suchiapa. | Zoily Linaloe Esperanza Nango Molina. | PVEM                    |
| XV       | Villaflores                | - Villaflores. - Arriaga. - Tonalá. | María Reyes Diego Gómez.              | PT                      |
| XVI      | Huixtla                    | - Huixtla. - Huehuetán. - Mazatán. - Tapachula de Córdova. - Tuzantán. | Isidro Ovando Medina.                 | MORENA                  |
| XVII     | Motozintla                 | - Motozintla. - Amatenango de la Frontera. - Bejucal de Ocampo. - Bella Vista. - Chicomuselo. - La Grandeza. - Mazapa de Madero. - El Porvenir                                                                         | Jorge Luis Villatoro Osorio.          | MORENA                  |
| XVIII    | Mapastepec                 | - Mapastepec. - Acacoyagua. - Acapetahua. - Escuintla. - Pijijiapan. - Villa Comaltitlán. | Faride Abud García.                   | MORENA                  |
| XIX      | Tapachula de Córdova       | - Tapachula de Córdova. | Aarón Yamil Melgar Bravo.             | MORENA                  |
| XX       | Las Margaritas             | - Las Margaritas. - Altamirano. - Amatenango del Valle. - Chanal. - Ocosingo. - Benemérito de las Américas. - Maravilla Tenejapa. - Marqués de Comillas.                                                               | Cecilia López Sánchez.                | Podemos Mover a Chiapas |
| XXI      | Tenejapa                   | - Tenejapa. - Chalchihuitán. - Chenalhó. - Larráinzar. - Mitontic. - Oxchuc. - Pantelhó. - Aldama. - Santiago el Pinar.                                                                                                | Floralma Gómez Santiz.                | PVEM                    |
| XXII     | San Juan Chamula           | - San Juan Chamula. - Huixtán. - Ixtapa. - Teopisca. - Zinacantán. - San Cristóbal de las Casas. | Cuauhtémoc Manuel Hernández Gómez.    | MORENA                  |
| XXIII    | Villa Corzo                | - Villa Corzo. - Ángel Albino Corzo. - La Concordia. - Siltepec. - Monte Cristo de Guerrero. - Capitán Luis Ángel Vidal. - El Parral. - Honduras de la Sierra.                                                         | Mario Humberto Vázquez López.         | PT                      |
| XXIV     | Cacahoatán                 | - Cacahoatán. - Frontera Hidalgo. - Metapa. - Suchiate. - Tapachula de Córdova. - Tuxtla Chico. - Unión Juárez. | Yolanda del Rosario Correa González.  | Chiapas Unido           |

### Diputados electos mediante el Principio de Representación Proporcional
De acuerdo con el artículo 38 de la Constitución Política del estado de Chiapas. Tendrá derecho a la asignación de Diputados de representación proporcional el partido político que:
- Haya registrado candidatos a diputados de mayoría relativa en cuando menos las dos terceras partes de los distritos uninominales.
- Haya obtenido por lo menos el tres por ciento de la votación total válida para las diputaciones en el Estado.

Al partido que obtenga el tres por ciento de la votación válida emitida en esa elección se le asignará una curul por el principio de representación proporcional, con independencia de los triunfos por el principio de mayoría relativa obtenidos. Hecho lo anterior, se procederá a asignar el resto de las diputaciones de representación proporcional, conforme a la fórmula establecida en la ley local.
En ningún caso un partido político podrá contar con un número de diputados por ambos principios que representen un porcentaje del total del Congreso del Estado que exceda en ocho puntos su porcentaje de votación emitida. 
Esta base no se aplicará al partido político que por sus triunfos en distritos uninominales obtenga un porcentaje de curules del total del Congreso del Estado superior a la suma del porcentaje de su votación emitida más el ocho por ciento. Así mismo, en la integración del Congreso del Estado, el porcentaje de representación de un partido político no podrá ser menor al porcentaje de votación que hubiere recibido menos ocho puntos porcentuales. 
El cómputo y la declaración de validez de las elecciones de diputados de representación proporcional, así como la asignación de éstos, es realizada por el Instituto de Elecciones y Participación Ciudadana encargado de la organización, desarrollo y vigilancia de las elecciones.
Los Diputados electos por el Principio de Representación Proporcional no representan a un único Distrito, sino que representan a la totalidad del estado de Chiapas como única Circunscripción plurinominal. Estos Diputados cuentan con los mismos Derechos y Deberes que aquellos electos por Mayoría de Votos.
| Diputado/a                       | Partido         |
| -------------------------------- | --------------- |
| Janette Ovando Reazola           | PAN             |
| Luz María Palacios Farrera       | PRI             |
| Aida Guadalupe Jiménez Sesma     | PRI             |
| Haydee Ocampo Olvera             | PRI             |
| Olga Luz Espinosa Morales        | PRD             |
| Nairobi Ojeda Arellano           | PT              |
| Rosa Netro Rodríguez             | Chiapas Unido   |
| María Obdulia Megchun López      | MORENA          |
| Ricardo Zepeda Gutiérrez         | MORENA          |
| Adriana Bustamante Castellanos   | MORENA          |
| Nolberto Farfán Solís            | MORENA          |
| Mayra Alicia Mendoza Álvarez     | MORENA          |
| Jorge Jhonattan Molina Morales   | MORENA          |
| Patricia Mass Lazos              | MORENA          |
| Dulce Consuelo Gallegos Mijangos | Mover a Chiapas |
| Ana Laura Romero Basurto         | Mover a Chiapas |

## Legislaturas
| Legislatura | Periodo     |
| ----------- | ----------- |
| LIX         | 1995 - 1998 |
| LX          | 1998 - 2001 |
| LXI         | 2001 - 2004 |
| LXII        | 2004 - 2007 |
| LXIII       | 2007 - 2010 |
| LXIV        | 2010 - 2012 |

| Legislatura | Periodo     |
| ----------- | ----------- |
| LXV         | 2012 - 2015 |
| LXVI        | 2015 - 2018 |
| LXVII       | 2018 - 2021 |
| LXVIII      | 2021 - 2024 |
| LXIX        | 2024 - 2027 |

## Comisiones Legislativas
Para el ejercicio parlamentario, el Congreso del estado de Chiapas lleva a cabo sesiones plenarias, así como sesiones en las comisiones legislativas ordinarias y especiales que se encargan del estudio y seguimiento de las iniciativas de Ley, para luego emitir el dictamen correspondiente y someter el asunto al Pleno.
Las comisiones que componen al Congreso del estado de Chiapas, son las siguientes:
- Gobernación y puntos constitucionales.
- Justicia.
- Educación y Cultura.
- Hacienda.
- Pueblos y comunidades indígenas.
- Promoción comercial y fomento a la inversión.
- Desarrollo urbano y obras públicas.
- Movilidad, comunicaciones y transportes.
- Reforma agraria.
- Salubridad y asistencia.
- Seguridad social.
- Trabajo y previsión social.
- Turismo y cooperación internacional.
- Pesca y Acuacultura.
- Derechos Humanos.
- Ecología y cambio climático.
- Zonas fronterizas y limítrofes.
- Planeación para el desarrollo.
- Reglamentación y prácticas parlamentarias.
- Editorial y relaciones públicas.
- Agricultura.
- Desarrollo pecuario.
- Bosques y selvas.
- Atención a la mujer y a la niñez.
- Energéticos.
- Recursos hidráulicos.
- Población y asuntos migratorios.
- Culturas populares.
- Vigilancia.
- Desarrollo rural.
- Igualdad de género.
- Juventud y deporte.
- Ciencia, Tecnología e innovación.
- Seguridad pública.
- Protección Civil.
- Postulación de la Medalla Rosario Castellanos.
- Atención a grupos vulnerables.
- Del Café.
- Vivienda.
- Asuntos religiosos.
- Transparencia e información Pública.
- De seguimiento a las acciones de procuración de justicia vinculadas a los feminicidios en Chiapas.

## Palacio Legislativo de Chiapas

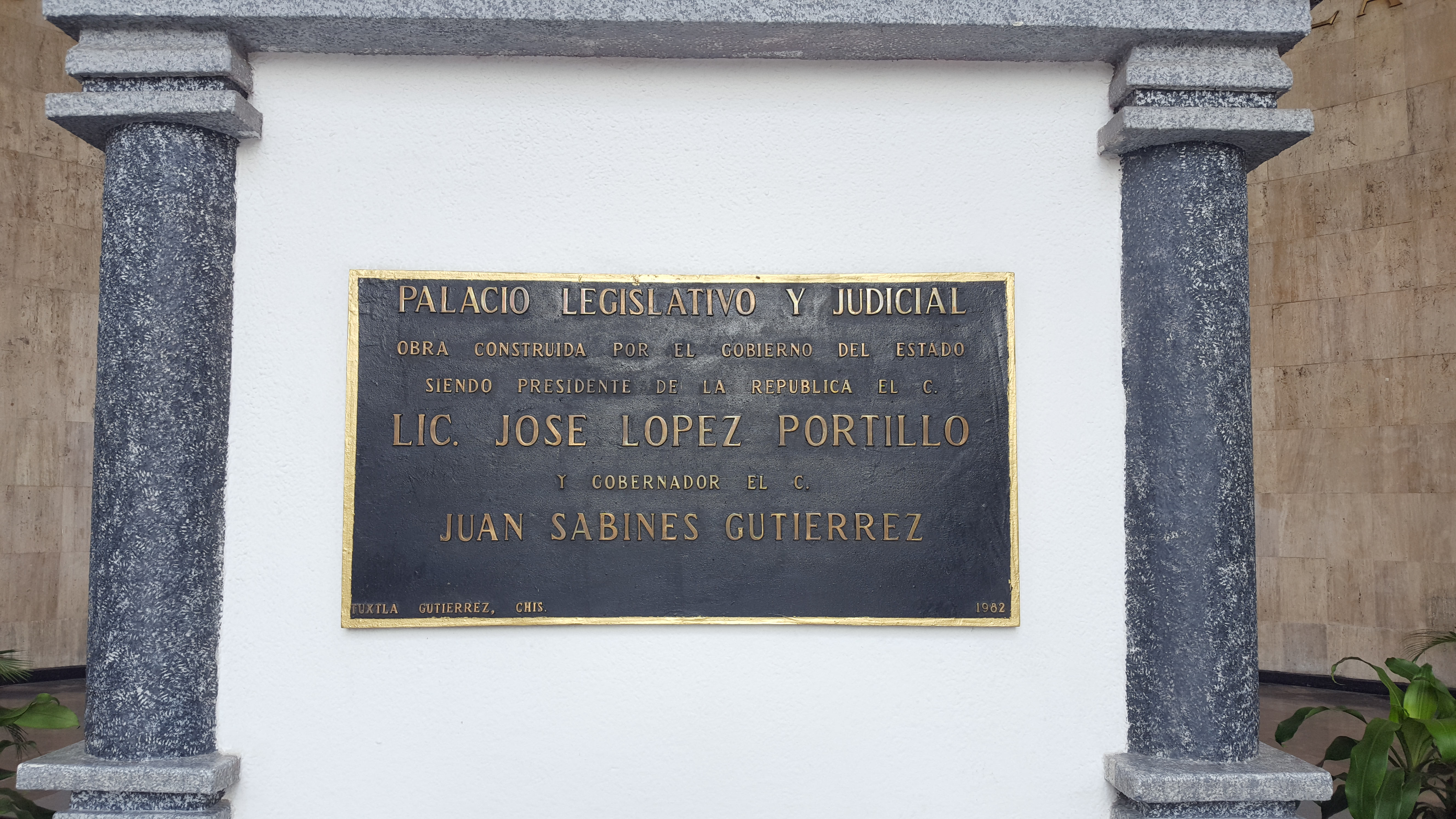
Placa de la inauguración del Palacio Legislativo

El Palacio Legislativo de Chiapas, es un edificio de arquitectura moderna ubicado en la Plaza Central de Tuxtla Gutiérrez, en el centro de dicha ciudad capital. Se caracteriza por su cúpula que sobresale de entre los edificios de la zona, sus pilares que sostienen el frente y sus murales al interior que narran la Historia de Chiapas. Se encuentra rodeado de otros edificios de importancia, como lo son el Palacio de Gobierno de Chiapas, el Palacio Municipal de Tuxtla Gutiérrez y la Catedral Metropolitana de San Marcos. Este edificio, inaugurado en 1982, es la sede del Congreso del estado de Chiapas y, por consiguiente, del Poder Legislativo.
En un inicio, se contemplaba que este edificio fuera la sede de los Poderes Legislativo y Judicial, albergando al Congreso del estado de Chiapas, quien antes sesionaba en un edificio cercano ubicado sobre la Avenida Central de Tuxtla Gutiérrez; así como al Tribunal Superior de Justicia del estado. Sin embargo, solo es ocupado por el Poder Legislativo, pues el Poder Judicial tiene su sede en el Palacio de Justicia del estado de Chiapas, en el norte de Tuxtla Gutiérrez.

### Salón de pasos perdidos

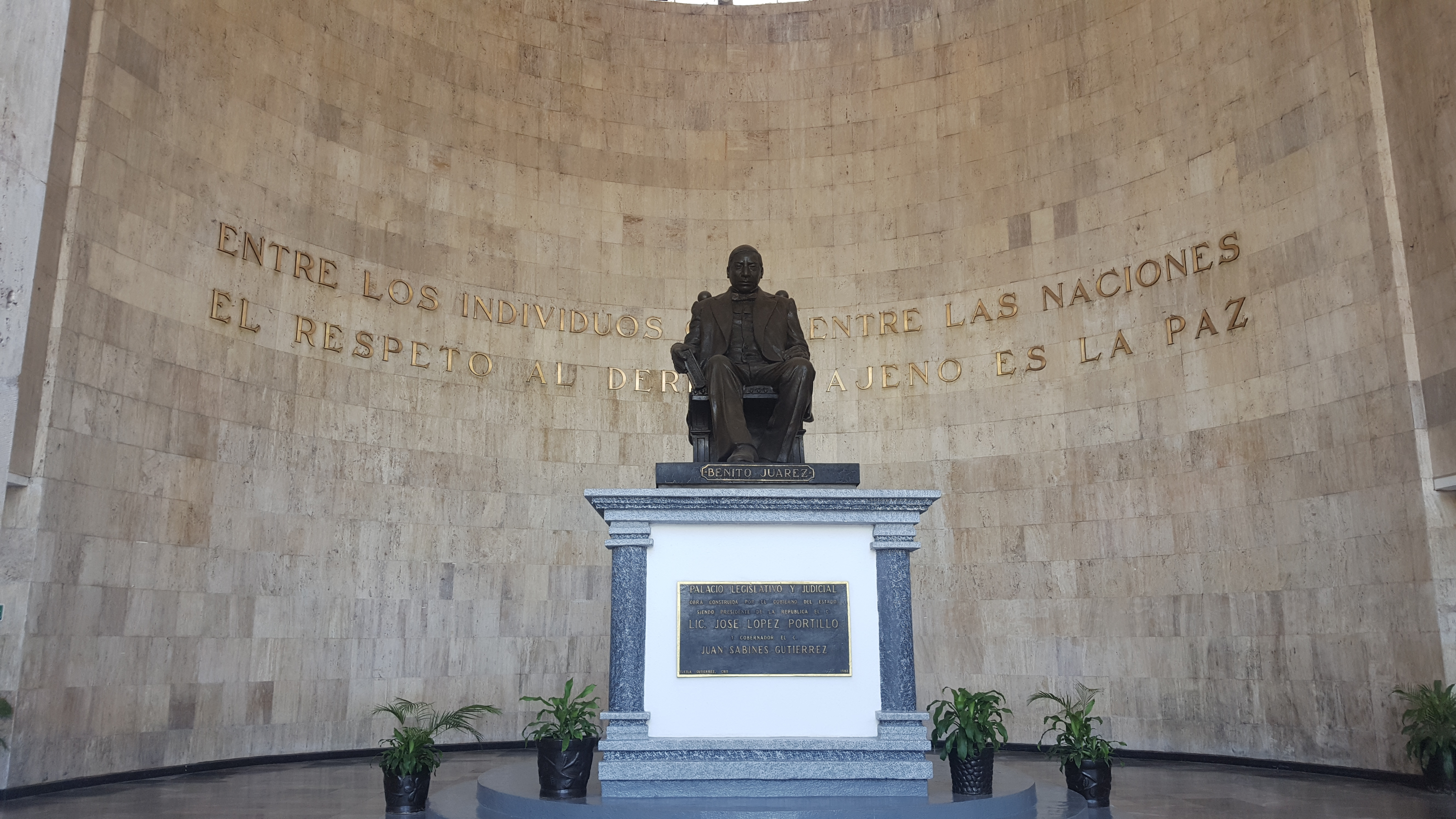
Salón de pasos perdidos del Palacio Legislativo de Chiapas.

El salón de los pasos perdidos, es también el punto de acceso principal al Palacio. Se caracteriza por estar recubierto de cantera, tener una cúpula en su cima y, justo debajo de ella, una gran escultura de El benemérito de Las Américas Benito Juárez, sentado, mirando hacia la Plaza Central de Tuxtla Gutiérrez, con la Constitución Política Federal de 1857 en la mano derecha.

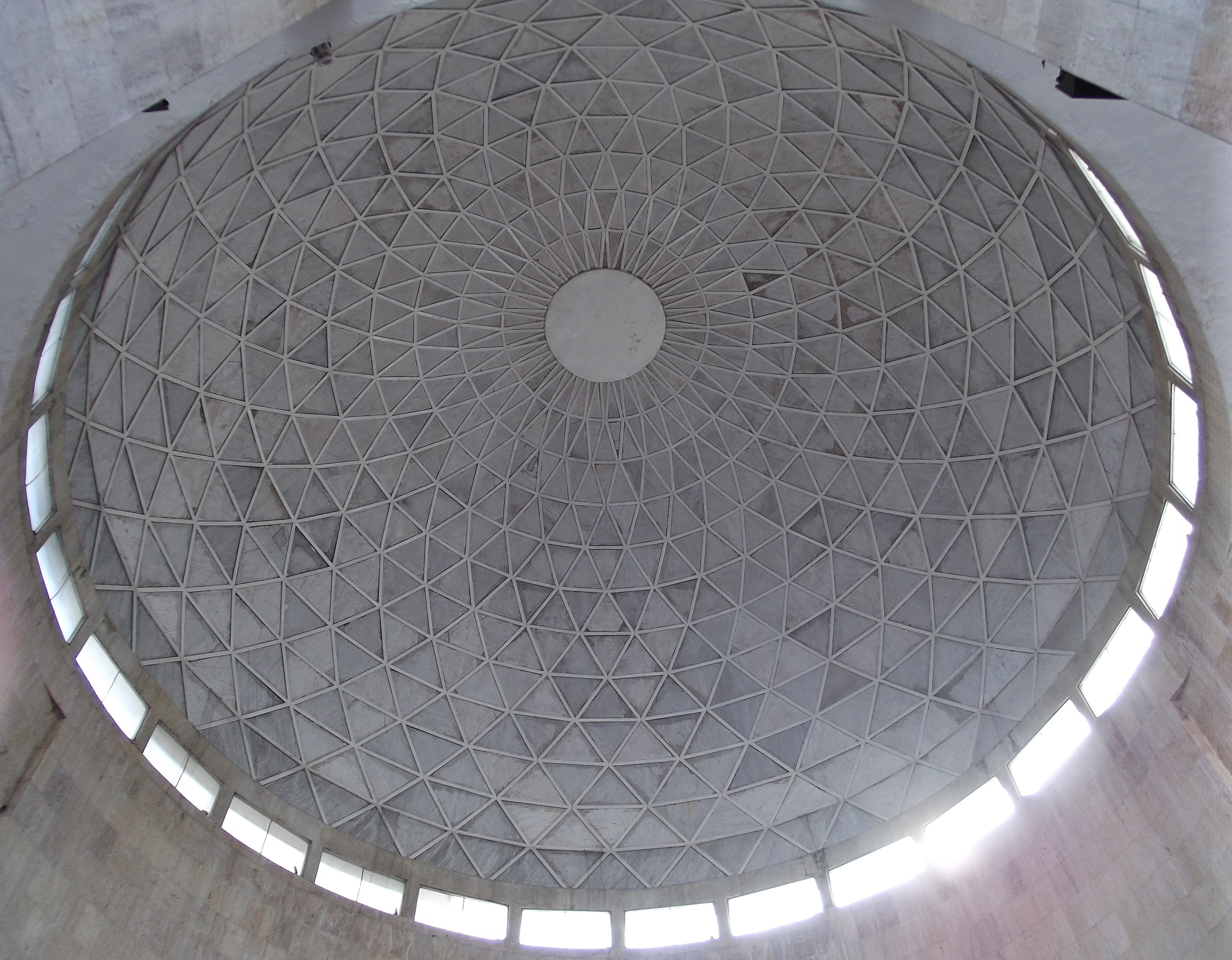
Cúpula sobre el salón de pasos perdidos.

Detrás de la escultura, sobre la pared de cantera, se lee en letras doradas: "Entre los individuos como entre las naciones, el respeto al derecho ajeno es la paz", frase célebre atribuida a Benito Juárez.
En este espacio, habitualmente se realizan eventos culturales, como exposiciones y presentaciones.

### Muro de honor
El muro de honor consiste en una superficie ubicada detrás del sitio ocupado por la mesa directiva del Congreso, dentro de la sala de sesiones, donde se inscribe en letras doradas el nombre de próceres, instituciones o personas reconocidas por sus méritos en favor del estado de Chiapas o de la nación mexicana, con la finalidad de rendirles homenaje.
En la parte más alta, se lee en letras grandes el nombre de Belisario Domínguez, mártir de la Democracia y de la Libertad de expresión durante la Revolución Mexicana, de origen chiapaneco. Justo debajo, se lee Centenario del Ejército Mexicano 1913 - 2013, en conmemoración de la creación institucional del Ejército mexicano.
En la parte central, se encuentran dos banderas nacionales de México entrelazadas por un listón en forma de moño, coronadas por un gran Escudo de Chiapas tallado en madera.
Sobre los costados izquierdo y derecho, se encuentran inscritos los nombres siguientes:
| Lado izquierdo | Lado derecho |
| --- | --- |
| Belisario Domínguez Centenario del Ejército Mexicano 1913 - 2013 | |
| - Jaime Sabines Gutiérrez - Josefina García Bravo - Fray Matías de Córdova - Edgar Robledo Santiago - Samuel Ruiz García - Enoch Cancino Casahonda - Manuel Velasco Suárez - Sergio Armando Valls Hernández - Eraclio Zepeda Ramos - "2021, Bicentenario de la creación de la Armada de México" | - Ángel Albino Corzo - Manuel José de Rojas - Joaquín Miguel Gutiérrez - Rosario Castellanos Figueroa - Juan Sabines Gutiérrez - Salomón González Blanco - Universidad Autónoma de Chiapas - 2015, Centenario de la Fuerza Aérea Mexicana |

## Medalla Rosario Castellanos
Es la máxima presea entregada cada año por el Congreso del estado de Chiapas, a ciudadanas y ciudadanos mexicanos que se hayan distinguido por el desarrollo en la ciencia, arte y virtud en grado eminente, como servidores del estado, la patria o de la humanidad.
Galardonados con la Medalla Rosario Castellanos:
- Rubén Bonifaz Nuño.
- Eliseo Mellanes Castellanos.
- Carlos Monsiváis Acéves.
- Enoch Cancino Casahonda.
- Fernán Pavía Farrera.
- Elena Poniatowska Amor.
- Beatriz Paredes Rangel.
- Kyra Núñez de León.
- Óscar Oliva Ruiz.
- Ángeles Mastretta Guzmán.
- Guadalupe Loaeza Tovar.
- Enrique Krauze Kleinbort.
- Cristina Pacheco.
- Petrona de la Cruz Cruz.
- Silvia Guadalupe Ramos Hernández.
- Antonio Ramírez Intzin.
- Roberto Antonio Gómez Alfaro.

## Parlamento Juvenil
En reiteradas ocasiones, el H. Congreso del estado de Chiapas, a través de su Comisión de Juventud y Deporte, en colaboración con el Instituto de la Juventud del estado de Chiapas, realizan el Parlamento Juvenil. 
Este ejercicio suele ir dirigido a jóvenes de entre 15 y 29 años, invitándolos a presentar una iniciativa de Ley y discutirla en la Sala de Sesiones del Pleno del Congreso del estado de Chiapas. Con esta actividad, se pretende generar espacios de expresión juvenil, así como promover la participación social y política de los jóvenes chiapanecos.